# باشگاه بسکتبال آویژه صنعت مشهد
باشگاه بسکتبال آویژه صنعت پارسا مشهد یک باشگاه بسکتبال ایرانی است که در مشهد قرار دارد. این باشگاه در سال ۱۳۹۷ به لیگ برتر بسکتبال ایران صعود کرد. در تابستان ۱۴۰۲ این باشگاه از تیمداری در لیگ برتر بسکتبال کشور انصراف داد.